# Аравійський півострів
Араві́йський піво́стрів — найбільший півострів Азії та світу, між Червоним і Аравійським морем та Перською затокою; близько 3 млн км².
Частина докембрійської Африканської платформи, відокремлена в третинному періоді від Африки западиною Червоного моря; на сході кристалічні гірські породи докембрію вкриває товстий пласт молодих осадових порід, які містять значні поклади нафти; височинний, на заході брилисті гори висотою до 3760 м; тропічний сухий і дуже сухий клімат; спорадичні опади, до 100 мм на рік; розлогі пустелі: Великий Нефуд, Малий Нефуд і найбільша піщана пустеля на Землі — Руб-ель-Халі; постійні річки відсутні, численні сухі долини (ваді).

## Геологічна будова

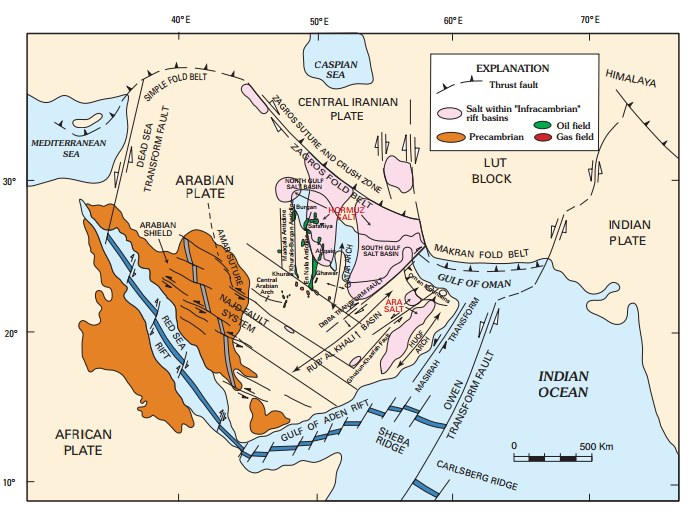
Аравійська плита, що показує загальні тектонічні та структурні особливості, інфракамбрійські рифтові сольові басейни, нафтогазові поля Центральної Аравії та Північної затоки

В основі Аравійського півострова залягають давні кристалічні породи, перекриті на сході мезозойськими і третинними вапняками й пісковиками. На заході та півдні Аравійський півострів облямовують брилові гори Ємену (висота до 3760 м), на південному сході — молоді складчасті гори Оману (висота до 3352 м). У центральній частині Аравійського півострова розташована гірська країна Недж (висота 1500—1800 м) з широкими лавовими плато і гранітними масивами, окресленими на сході куестовими грядами. На півночі від неї лежить кам'янисто-піщана пустеля Великий Нефуд, а на південному сході — піщана пустеля Руб-ель-Халі (одна з найбільших у світі).

## Корисні копалини
Аравійський півострів з давніх часів був осередком видобутку золота й срібла. В південно-східному напрямку від Медини, у місцевості Махд-ед-Дахаб (що перекладається як «лоток для золота») виявлені свідчення потужного золотовидобувного промислу минулих часів. Крім ознак відкритих розробок, тут знайдено 55 старих покинутих рудників, найдавніший з яких Умм-Гарайат датований Х ст. до Р. Х., а більшість експлуатувалася в VIII — Х ст. нашої ери (за середньовічний період тут видобуто більше 30 т золота). Розроблялися гідротермальні родовища жильного типу, представлені витриманими кварцовими жилами та штокверками. Близько 40 % металу родовища перебувало у вигляді самородного золота, яке було доступне давнім гірникам. Район Ед-Давазимі площею близько 1000 км2 здавна відомий як «срібний пояс» Аравії, де діяло понад 150 давніх рудників (більшість — у часи Арабського Халіфату). Перський середньовічний автор Аль-Мустафі свідчить про розробки кольорових металів (у тому числі золота й срібла) на морському узбережжі сучасного Оману. Розробки жильних родовищ золота мали місце в гірських масивах Ємену ще в доісламський період і суттєво збільшилися в часи Халіфату.

## Клімат
Клімат Аравійського півострова дуже сухий і спекотний. Середні температури січня — від +7 °C на півночі до +24 °C на півдні, липня — відповідно +26 °C і +32 °C. У центральній частині максимальні температури досягають +50 °C.
Опадів звичайно менше ніж 100 мм на рік, лише в горах Ємену — до 1000 мм.
Постійних річок майже немає. Багато тимчасових потоків (ваді).

## Рослинність
Рослинність напівпустельна і пустельна. Переважають грубі трави (осока пустельна, аристида), напівкущі (астрагал, полин) і кущі (акація, тамарикс). В оазах — фінікові пальми, фруктові дерева, бавовна, зернові тощо. У горах південного сходу — тропічні ліси.

## Ландшафти і фізико-географічне районування
Аравійський півострів є своєрідним мостом між Африкою та Азією й відіграє ключову роль у фізико-географічній структурі Південно-Західної Азії. Це територія з унікальним поєднанням природних умов, де під впливом тропічного клімату та геологічної історії регіону сформувалися надзвичайно різноманітні, але здебільшого аридні ландшафти. Географічне положення півострова зумовило його роль у глобальній кліматичній системі: він є одним із найспекотніших і найсухіших регіонів світу, де сформувалися великі пустельні комплекси, гірські системи та прибережні рівнини. Ландшафтна структура Аравії відображає взаємодію геологічних процесів, клімату, рослинності та антропогенного впливу, який у ХХ—ХХІ століттях набув особливої інтенсивності.
За фізико-географічним районуванням Євразії півострів належить до Аравійсько-Месопотамської фізико-географічної країни, розташованій на древній Аравійській платформі. Більша частина платформи перекрита чохлом осадових мезо-кайнозойських відкладів, на яких сформувались височинні плато і пластові рівнини, а в крайових прогинах — алювіальні рівнини Месопотамії. У західній частині, де на поверхню виходять докембрійські породи, піднімаються глибові гори (до 3600 м) і високі цокольні рівнини. Країна майже цілком розташована в зоні тропічних пустель, близьких до північноафриканських, лише на півночі її ландшафти переходять до субтропічних.

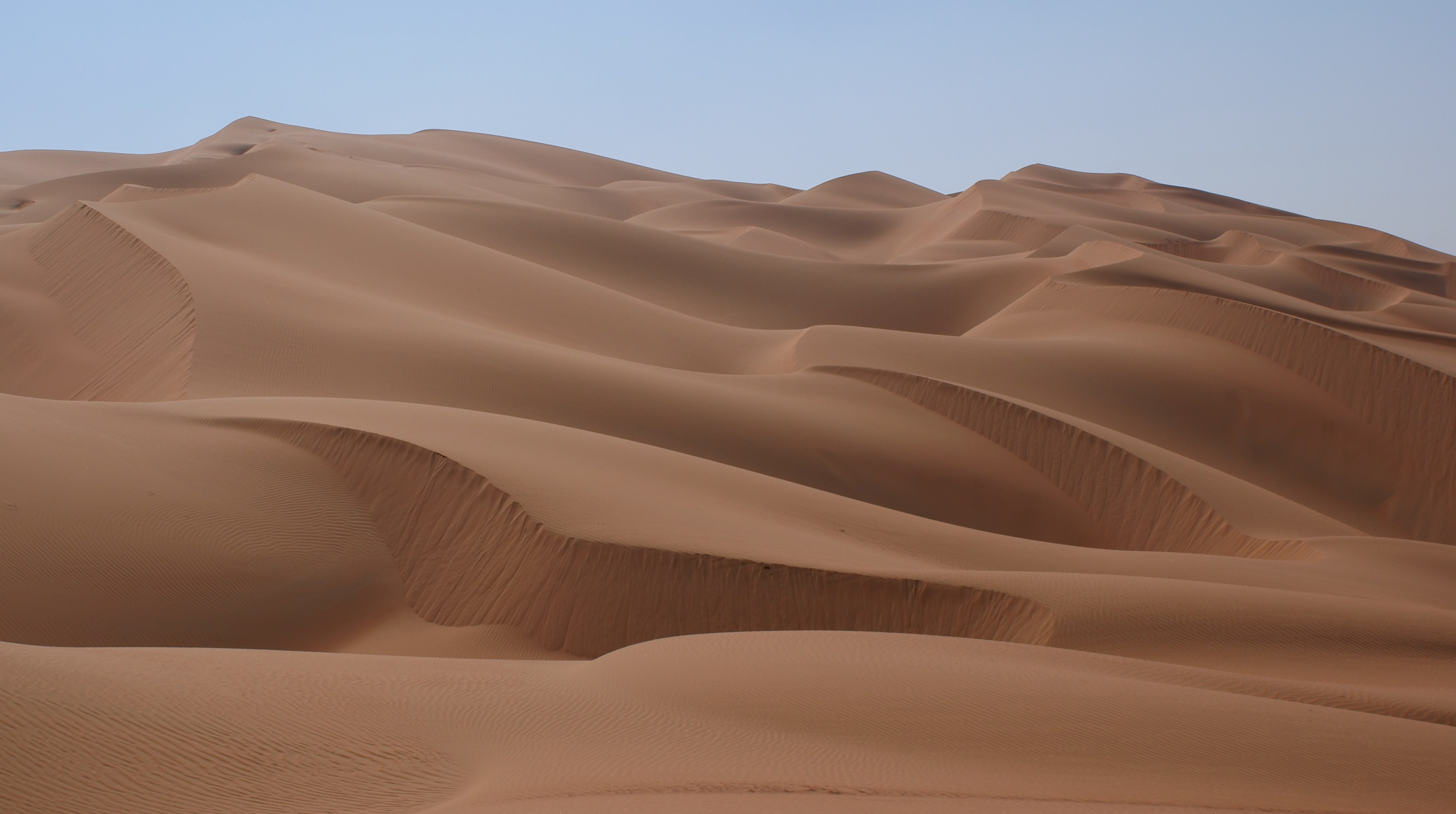
Пустеля Руб-ель-Халі

Основними типами ландшафтів, поширеними на Аравійському півострові, є тропічні пустельні ландшафти. Вони представлені 11 групами ландшафтів: 1 — низинні приморські рівнини; 2 — низинні алювіальні рівнини; 3 — низинні й височинні еолові рівнини; 4 — солончакові депресії; 5 — височинні аридно-денудаційні пластові рівнини; 6 — височинні куестові рівнини; 7 — базальтові плато; 8 — високі цокольні рівнини; 9 — високі пластові плоскогір'я; 10 — глибові гори (цокольні нагір'я); 11 — складчасто-глибові гори Альпійського поясу. 
З огляду на природні умови та ландшафтну структуру, Аравійський півострів можна поділити на 5 фізико-географічних областей:
- Західна гірська область. Простягається вздовж Червоного моря від північної Йорданії до південного Ємену. Основні гірські системи: Хіджаз, Асір, Єменські гори). Гори складаються з давніх кристалічних і вулканічних порід,  утворюють різкий уступ над Червоним морем (Ескарпмент Хіджазу); висота понад 3000 м (г. Джабаль-ан-Набі-Шуайб у Ємені, 3760 м). Клімат з висотою змінюється від пустельного до помірного. Ґрунти: кам'янисті, бурі пустельні, гірсько-коричневі. Рослинність: рідколісся з акацій, оливкових і можевельникових дерев.
- Центральна плоскогірна область. Центральна частина Саудівської Аравії, оточена пустелями Нефуд і Руб-ель-Халі. Плоскогір’я висотою 1000—1500 м, розчленоване ваді з тимчасовими озерами. Клімат аридний, з великими добовими амплітудами; опадів менше 100 мм/рік. Ґрунти: сіроземи й піщані пустельні. Переважає полиново-ефемерна рослинність; ваді вкриті акаціями, тамариском, саксаулом. Осередки оазисного землеробства, переважно з плантаціями фінікової пальми.
- Пустельна область. Основні пустелі: Руб-ель-Халі (найбільша піщана пустеля світу, понад 650 тис. км²); Нефуд (на півночі, з дюнними формами); Дахна (вузький піщаний пояс, що з'єднує Нефуд із Руб-ель-Халі). Клімат екстрааридний, з  середньою температурою літа понад +45 °C; опадів менше 50 мм/рік. Рослинність дуже бідна, лише поодинокі кущі верблюжої колючки та ефемерів. Регіон використовується для кочового скотарства (верблюди), має значні нафтові родовища (особливо в східній частині).
- Південна область. Охоплює Південний Ємен (Хадрамаут, Аден), Південний і Східний Оман (гори Дофар, узбережжя Аравійського моря). Клімат на узбережжях спекотний і вологий (під впливом мусонів), у горах Дофара — субтропічний, із літніми туманами. У Хадрамауті поширені сухі саваноподібні ландшафти; в Омані збереглись залишки тропічних лісів.
- Прибережна низовинна область. Охоплює узбережжя Червоного моря і Перської затоки. Область поділяють на 2 райони: 1) Червономорське узбережжя (вузька смуга Тіхама; клімат дуже жаркий, висока вологість; уздовж узбережжя поширені мангрові ліси та солончаки; 2) Перськогозатокове узбережжя (плоска низовина з численними лагунами й солончаками; клімат надзвичайно спекотний, літні температури сягають +50 °C; рослинність галофітна; ландшафти порушені внаслідок нафтовидобутку і розташування великих морських портів).

## Населення та країни
Уперше люди з'явилися в Аравії 200 000 років тому — про це свідчать кам'яні інструменти виявлені в регіоні Аль-Вуста.
Аравійський півострів населений головним чином арабами. Населення зосереджене в приморських містах, оазах та гірських районах.
На Аравійському півострові розміщені такі країни як ОАЕ, Саудівська Аравія, Ємен, Оман, Бахрейн, Катар, Кувейт і частково Ірак та Йорданія.
Головне багатство — нафта, що є предметом гострої міжнародної політичної боротьби.